# Chang Guangxi
Chang Guangxi (xinès simplificat: 常光希, pinyin: Cháng Guāngxī; Wanzhou, Chongqing, Sichuan, 1942) és un animador i director de cinema xinés, format a l'estudi de cinema d'animació de Shanghai.
La primera producció on treballà fou Mei Tounao he bu Gaoxing, adaptació del 1962 d'un conte de Ren Rongrong, on hi participaren diversos joves de la seua generació. El 1979 treballà a Nezha Nao Hai, una de les primeres pel·lícules d'animació realitzades després de la Revolució Cultural. El 1999 dirigeix Bao Lian Deng, que va rebre atenció internacional, i fou una de les primeres pel·lícules d'animació xineses on s'adopta un paradigma occidental. També va dirigir la segona part de Frog Kingdom.